# Шайтанка (приток Иски)
Шайтанка — река в России, протекает по Нижнетавдинскому району Тюменской области. Устье реки находится в 166 км по правому берегу реки Иска, в деревне Велижаны. Длина реки составляет 10 км.

## Данные водного реестра
По данным государственного водного реестра России относится к Иртышскому бассейновому округу, водохозяйственный участок реки — Тобол от впадения реки Исеть и до устья, без рек Тура, Тавда, речной подбассейн реки — Тобол. Речной бассейн реки — Иртыш.
Код объекта в государственном водном реестре — 14010502612111200008504.